# Hércules (Miguel Ángel)
Hércules fue una escultura en mármol del año 1492 realizada por Miguel Ángel en Florencia y que en la actualidad se encuentra desaparecida.
El 1492, a la muerte de Lorenzo el Magnífico y por iniciativa propia, realizó una escultura de un Hércules de mármol en la casa paterna, escogiendo el tema por ser Hércules, desde el siglo XIII uno de los patrones de Florencia. La estatua fue comprada por los Strozzi, que la vendieron a Giovan Battista Palla, al que se la adquirió el rey de Francia Enrique II y que la colocó en un jardín de Fontainebleau; Allí Rubens realizó un dibujo de esta escultura, que se conserva en el museo del Louvre en París. En 1713 desapareció. Solo queda el mencionado dibujo y un esbozo modelado que se guarda en la casa Buonarroti. Existe una posible copia en el Anfiteatro del Giardino di Boboli de (Justi 1909, Lippart-Rathshoff 1933). 
Esta obra se realizó a gran escala y por el dibujo de Rubens se aprecia que se representó como un héroe joven con la cabeza girada hacia un lado, la clava apoyada en el suelo formando una diagonal, mientras la figura parece que está en reposo, el conjunto aparece como una estatua antigua, sin embargo los pliegues de la vestimenta están inspirados en el san Jorge de Donatello. Por los escritos de Ascanio Condivi se sabe la medida que era de “alto braccia quatro”, es decir, un poco menos de 2,40 metros.

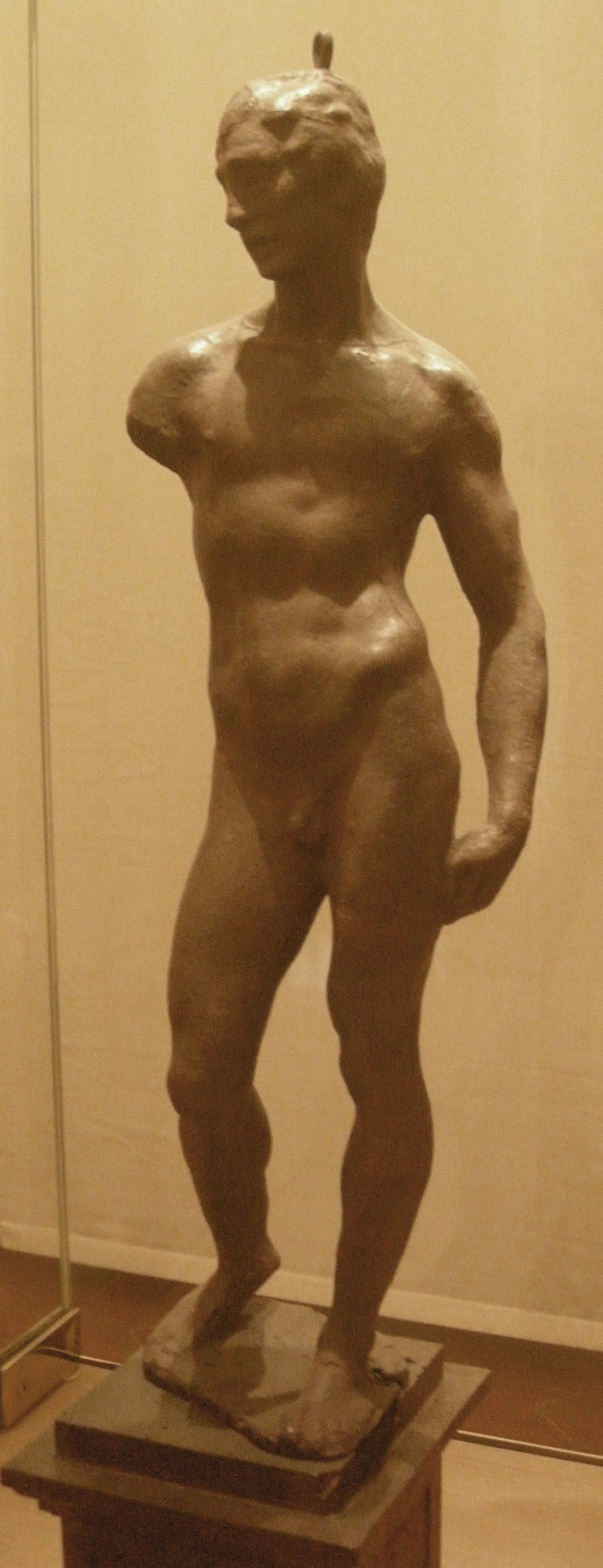
El modelo de la Casa Buonarroti
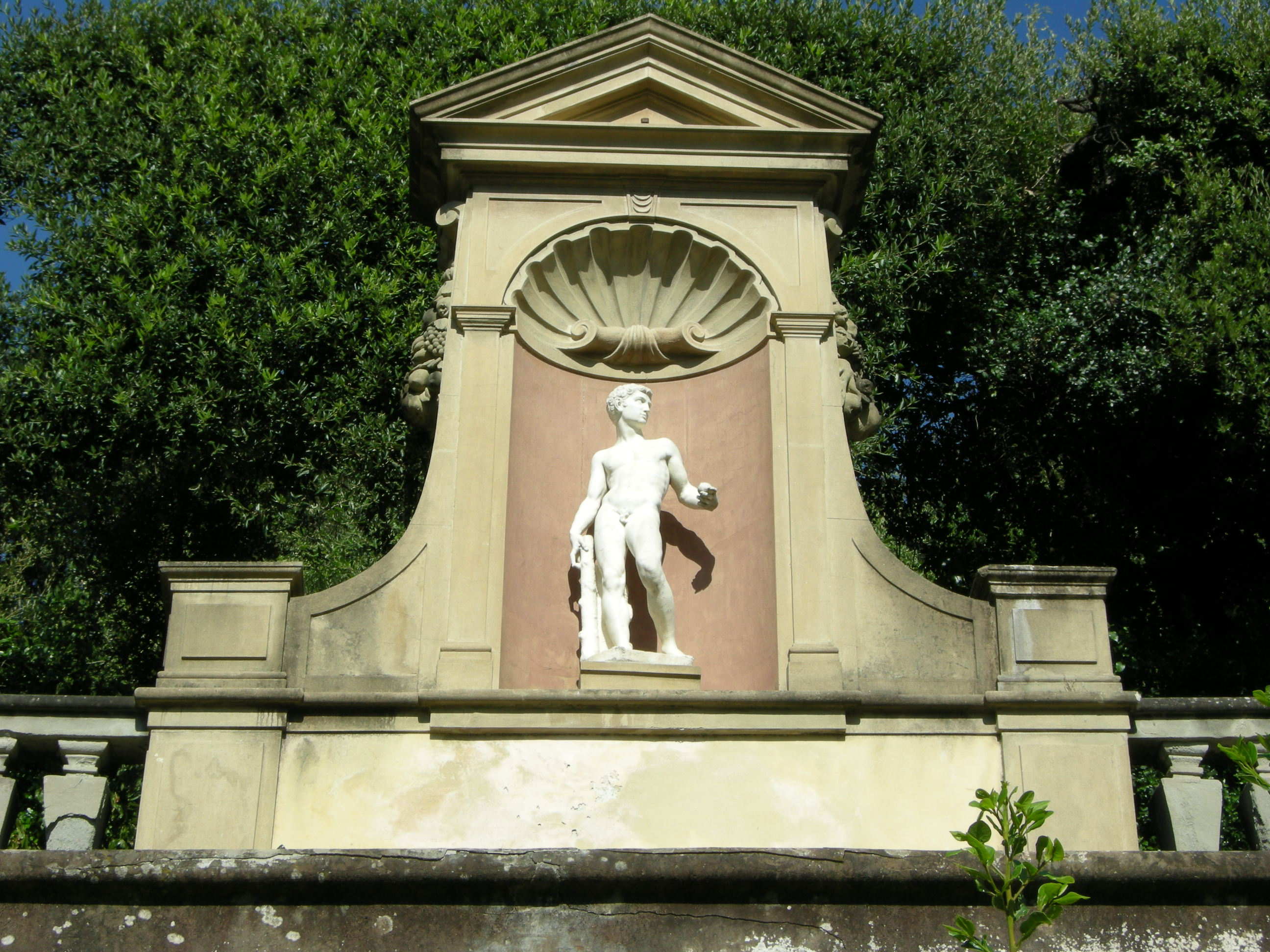
La estatua en el Giardino di Boboli de Florencia
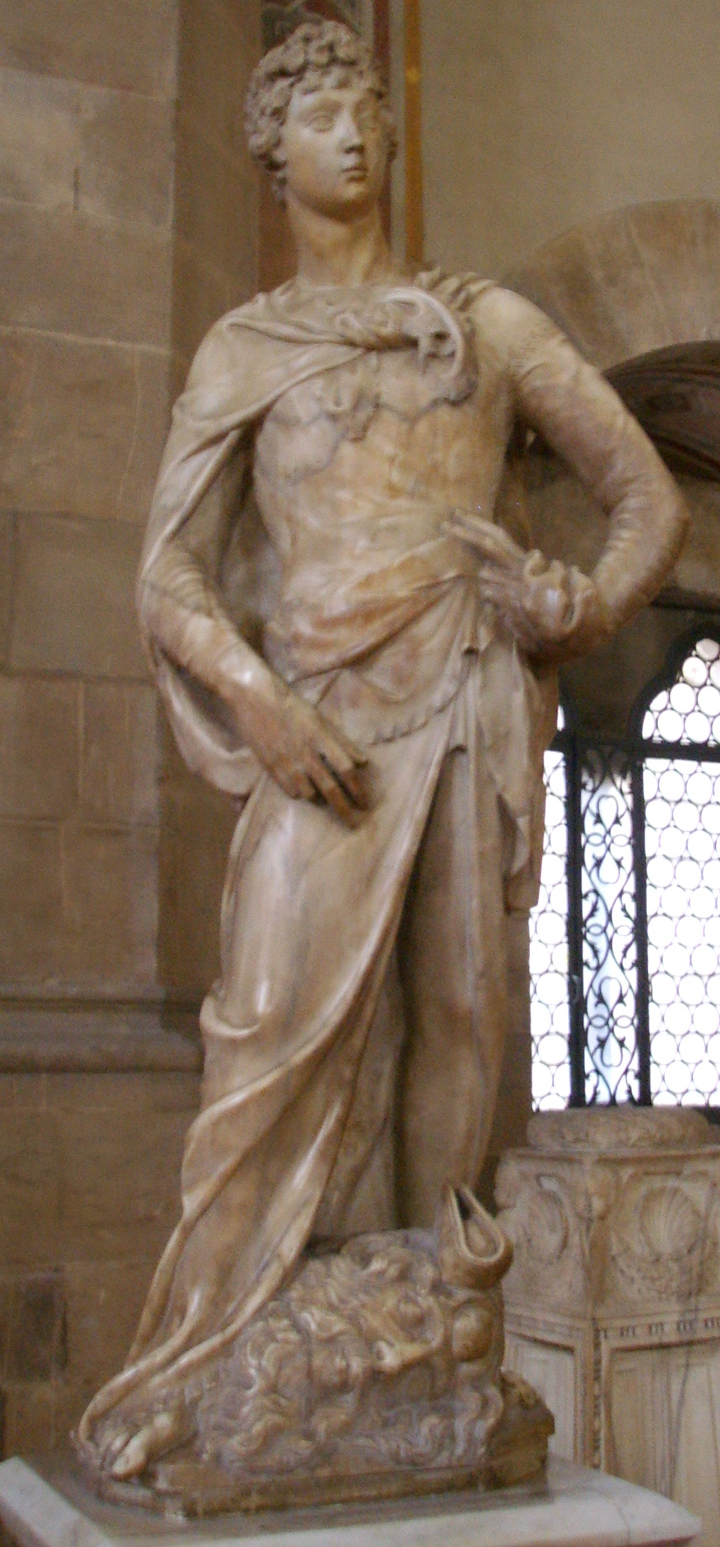
La primera versión del David (1408-1409). Museo Nacional del Bargello, Florencia. Donatello